# Hafnia paralvei
Hafnia paralvei es una especie de bacteria gramnegativa del género Hafnia. Fue descrita en el año 2010. Su etimología hace referencia a parecido a alvei. Es anaerobia facultativa, con flagelación perítrica. Oxidasa negativa. Temperatura de crecimiento óptima de 28-37 °C.
Consiste en el grupo de hibridación 2 de Hafnia alvei, que fue descrito como una especie aparte. Por este motivo, muchos aislados previos de esta especie se han considerado como H. alvei, así que no se conocen muchas características específicas de esta especie. Además, la diferenciación entre las dos especies no es fácil. Esta especie en concreto se ha aislado de muestras humanas, mamíferos como macacos, reptiles, peces de agua dulce, también de muestras ambientales de agua, y en verduras listas para el consumo. En su genoma se han encontrado menos factores de virulencia que en H. alvei, lo que podría indicar que sea menos patógena. En cuanto a su implicación clínica, se han descrito casos de bacteriemia.
H. paralvei se puede encontrar en la rizosfera de plantas (Lemna minor), produciendo ácido indol-3-acético y reduciendo el estrés oxidativo de las plantas, actuando de forma protectora ante la exposición a fenoles.
Además, se han identificado fagos de H. paralvei, como el fago yong1, yong2 o el fago Ca.  